# Người Arem
Người Arem là một tộc người mới được phát hiện năm 1956 ở rừng núi Phong Nha-Kẻ Bàng, hiện nay được xếp vào người Chứt.

## Phát hiện và hồi sinh
Người Arem được coi là tộc người được phát hiện muộn nhất ở Việt Nam vào năm 1956, trong một chuyến tuần tra, bộ đội biên phòng phát hiện ra tộc người A Rem sống trong những hang đá giữa núi rừng Phong Nha-Kẻ Bàng.
Trước đây, người Arem vốn là một tộc người có tên tuổi, cư trú tập trung ở hai nơi có các tên gọi Rục hay Bòn Bòn. Nhưng do chiến tranh, để tránh bom rơi, đạn lạc, họ đã bỏ bản, lui vào trong rừng già của dải Trường Sơn náu thân. Vì cuộc lánh nạn này cho nên điều kiện sinh sống hết sức khó khăn và dẫn đến suy kiệt dần. Năm 1956, lúc được phát hiện ra, người Arem đã và đang sống một cuộc sống hết sức nguyên thủy như ở hang, mặc quần áo vỏ cây và đồ ăn, thức uống chủ yếu không qua đun nấu.
Sau khi được phát hiện một thời gian, tộc người này tăng thêm được 110 người. Rồi chiến tranh, dịch bệnh, đói kém liên miên, đến khoảng năm 1982-1983, huyện Bố Trạch huy động các xã trong huyện giúp cho người A Rem làm nhà, cung cấp màn chiếu, bò giống để chăn nuôi. Thời điểm đó, tộc người A Rem chỉ còn đúng 47 người.
Đến đầu năm 1992, tộc người A Rem được Nhà nước hỗ trợ theo dự án Bảo tồn và phát triển những tộc người có nguy cơ biến mất. Lúc này, người A Rem chỉ còn lại 83 người.
Năm 2003, Nguyên Chủ tịch nước Nguyễn Minh Triết, lúc đó đang là Ủy viên Bộ Chính trị, Bí thư Thành ủy TP Hồ Chí Minh luôn quan tâm đặc biệt đến người Arem. Sau những lần vào tận nơi tìm hiểu, Nguyễn Minh Triết đã về TP Hồ Chí Minh kêu gọi người dân đóng góp và cùng với các ngành dựng lên bản Arem tại xã Tân Trạch hiện nay.
Năm 2013, dân số người A Rem trên toàn xã Tân Trạch gồm 75 hộ, 333 khẩu, trong đó có 6 hộ ở bản Đoòng, cách trung tâm xã chừng 20 km đường rừng.

## Văn hóa và ngôn ngữ
Thời điểm được phát hiện, người ta kết luận tộc người Arem ngoài cuộc sống ăn lông ở lỗ ra họ không có bất cứ tài sản nào về tinh thần. Thế nhưng mới đây, cùng với sự hồi sinh mạnh mẽ, các nhà khoa học còn khẳng định, người Arem còn giữ được gia tài văn hoá rất đặc biệt. Họ có ngôn ngữ, có phong tục và những bí ẩn lạ lẫm khác.
Hiện nay ngôn ngữ Arem chỉ còn mỗi tiếng nói, không ai tìm được gia tài chữ viết của họ cất giấu ở đâu. Tuy còn tiếng nói nhưng người Arem chỉ dùng trong cộng đồng. Những tộc người láng giềng như Ma Coong, Rục, Mày, Sách, Kinh… ít người nói được tiếng Arem vì một phần tiếng Arem khó nói, một phần người Arem rất có ý thức giấu tiếng nói của mình. Nhưng hầu như người Arem nào cũng nói được tiếng của những tộc người láng giềng, gặp người Khùa họ nói tiếng Khùa, gặp người Ma Coong họ dùng tiếng Ma Coong để giao tiếp…
Tộc người Arem thích sinh con gái, mỗi dịp ai sinh con gái họ liền mở rượu ăn mừng. Vì con gái là tài sản quý của dòng họ. Con gái đến tuổi lấy chồng, con trai phải làm lễ bỏ của theo yêu cầu của nhà gái". Lễ bỏ của phải có năm hũ rượu, mười nén bạc, hai con gà trống và tiền mặt. Lễ bỏ của bên nhà gái do cậu ruột quyết định và hưởng trọn vẹn, bố mẹ của cô gái không được gì. Cưới xong cô gái đi làm dâu, nếu bên chồng làm việc gì để cô gái bỏ về thì chồng phải chuẩn bị 3 hũ rượu, ba con gà trống và cả tiền mặt nữa qua nhà gái gặp cậu làm lễ xin lại vợ. Cậu đồng ý mới được mang vợ về, nếu để vợ bỏ về lần nữa thì lễ xin vợ tăng lên gấp đôi.
Trong cuộc sống hàng ngày, người Arem cũng có cúng. Họ cúng tổ tiên mà họ hiểu là ma nhà và họ cũng cúng cả ma rừng khi có một sự kiện gì đấy. Việc cúng tổ tiên - ma nhà của người Arem cũng thật đơn giản cả về lý do về lễ cúng và lời cúng. Lời cúng sẽ có nội dung là nhân có người đến nhà, có gạo ngon nấu cơm, có rượu ngon để uống, xin mời tổ tiên - ma nhà cùng ăn, cùng uống cho vui và ăn uống xong, mong ma nhà phù hộ cho mọi người khỏe mạnh…
Người Arem có tục nối dây, người em trai hoặc anh trai có vợ mất thì người anh trai hoặc em trai phải lấy chị dâu hoặc em dâu làm vợ.Tuy nhiên, tục lệ này cùng một số tập tục cũ lạc hậu đã dần bị bãi bỏ.

## Ẩm thực
Trước đây, nguồn lương thực chủ yếu của người Arem là tinh bột từ các loại lúa tẻ, gạo nếp; hay bột nhúc chế biến từ các cây thuộc họ bẹ. Ngoài ra, người Arem còn trồng sắn, lấy củ chế biến thành bột, làm thức ăn, làm bánh. Nạo sắn trộn với bột ngô để làm pồi.
Trong những ngày Tết, đồng bào làm bánh chưng, bánh đòn được gói như người miền xuôi.
Đối với người Arem, bánh rùa cũng là một trong những loại bánh được đồng bào gói bằng gạo nếp sử dụng trong ngày Tết, hình thù chiếc bánh giống mai rùa. Để làm phong phú thêm hương vị ngày Tết, đồng bào còn làm thêm một số loại bánh ro, bánh vọc với nhân thịt và lạc để làm quà cho trẻ em.
Trong những ngày Tết, ngoài món bánh người Arem còn chế biến một số loại rượu, như: rượu đoác, rượu ngô làm rượu cần. Phương thức chế biến, gồm: ủ, chưng cất từ gạo, nếp, ngô, sắn, cây đoác với một số lá, rể cây để tạo men. Ngoài ra, người Arem còn làm rượu cần từ nguyên liệu cơm nếp hoặc gạo tẻ trộn với vỏ trấu bỏ vào chum, hũ; thêm vào ít củ riềng để có vị đắng.
Người Arem luôn thành kính với thần núi, thần sông, thần lúa nên trong ngày Tết họ còn tổ chức các bữa tiệc để cúng Giàng. Tuy rất đơn giản nhưng đó là tất cả những gì mà họ bày tỏ với thế giới thần linh, cầu mong cho gia đình yên ổn. Lễ cúng thường có gà, xôi, thức ăn đặt trên lá chuối.
Ngoài ra, họ còn làm thêm món canh từ mít non; cà nấu với tôm, cá, ốc, thịt để ăn trong ngày Tết. Món xào được làm từ măng rừng; có thể luộc, xào với tôm, cá do họ xúc được ở sông suối. Người Arem còn đưa củ rừng như củ mài, củ nâu làm thức ăn trong những dịp lễ trọng.
Tuy vậy, hiện nay một số tập tục cũ của người Arem đã bị xóa bỏ. Các món ăn truyền thống bị biến đổi về cách thức chế biến, thành phần nguyên liệu.